# Villa Roccatagliata

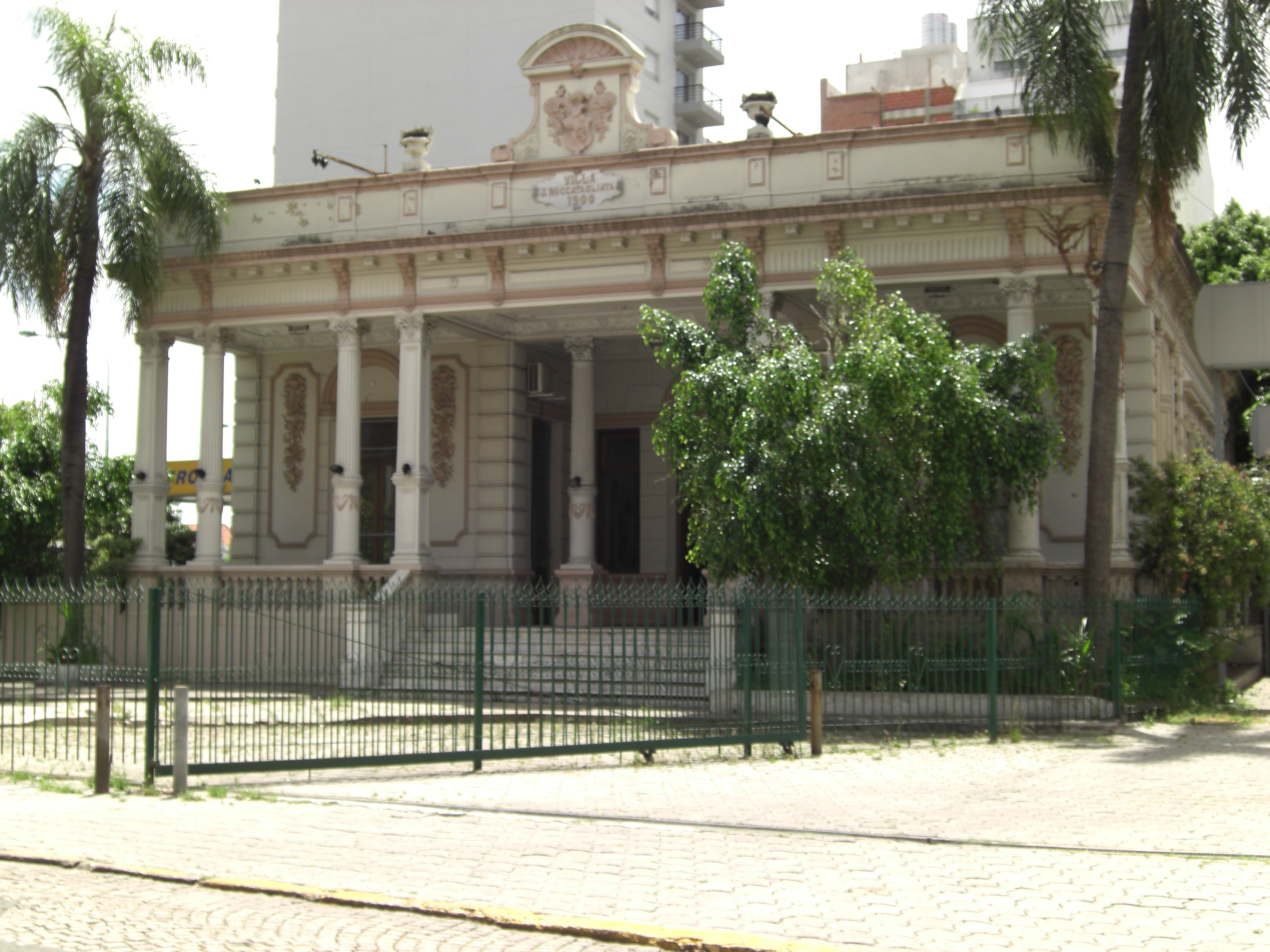
Villa J. Roccatagliata (2009).

Villa J. Roccatagliata (también conocida como Palacio Roccatagliata) es una gran residencia familiar que se encuentra en la Avenida Ricardo Balbín 2603 (esquina calle Franklin Delano Roosevelt), en el barrio de Coghlan de la ciudad de Buenos Aires, Argentina.
Fue construida para Juan Roccatagliata hacia 1900, como lo indica una inscripción en su fachada, y aunque su autor es desconocido se trata de una clásica casona de estilo italianizante, perteneciente a una próspera familia instalada en el recién urbanizado barrio de Coghlan. Fue, junto con el Hospital Pirovano, una de las primeras edificaciones en tener una línea telefónica. Los Roccatagliata fueron propietarios de la Confitería del Molino.
En su análisis, el arquitecto Jorge Liernur coloca a la Villa Roccatagliata dentro de la tipología de casas suburbanas que titula “villa criolla”, calificada como “mezcla de tradición española y nueva sensibilidad italiana”, con planta en forma de letra H: un vestíbulo central y las habitaciones a su alrededor, organizadas a lo largo de galerías.

## Actualidad
La Villa Roccatagliata pasó a ser un edificio abandonado de la ciudad de Buenos Aires, sus jardines pasaron a convertirse en una estación de servicio y el palacio en un minimercado, pero afortunadamente estas modificaciones no destruyeron totalmente su valor patrimonial. 
En marzo de 2009 se incorporó el edificio al catálogo de protección preventivo. Sin embargo, cuando terminó la concesión de la estación de servicio se planteó la construcción de dos torres, de 13 y 27 pisos, alrededor del edificio, lo que en diciembre de 2011 fue considerado por la Legislatura porteña como "factible desde el punto de vista urbanístico". Esta obra contó con la oposición de las ONG Amigos de la Estación Coghlan y Basta de Demoler.
En 2013 el edificio fue catalogado con nivel de protección "Cautelar", lo que llevó a un amparo de las ONG para parar la obra. Sin embargo, la empresa constructora argumentó que la protección incluía únicamente el edificio y no el predio completo y consiguió en 2014 el rechazo del amparo y el registro de los planos de obra. 
Esta decisión fue tomada sin un estudio ambiental por el poder ejecutivo porteño, no por la Legislatura. Se permitieron "excepciones" a lo indicado en el Código de Planeamiento Urbano en altura, factor de ocupación y ocupación del pulmón de manzana. Por ejemplo, la torre de 27 pisos excede en 40 metros la altura máxima para el distrito. Estas excepciones se permitieron como "compensación por la puesta en valor del edificio histórico".
Tras una nueva interrupción judicial entre junio y diciembre de 2014, la empresa comenzó la excavación. También demandó a las ONG por considerarse perjudicada por la demora.
La obra en sí fue iniciada en 2016. En octubre de 2017 fue detenida nuevamente por una medida cautelar presentada por Dora Young (Amigos de la Estación Coghlan) y Gustavo Vera (legislador porteño). Además del problema patrimonial, la resolución mencionó que las dimensiones de los edificios excedían los parámetros indicados por el Código de Planeamiento Urbano. Para ese momento la construcción se encontraba avanzada, con más de la mitad de las unidades ya vendidas. Se planteó como posibilidad terminar la obra con la altura alcanzada en ese momento.
Finalmente la justicia desestimó el amparo presentado por Dora Young. El 21 de octubre de 2019 el Tribunal Superior de Justicia de CABA rechazó el amparo de Gustavo Vera. En ese momento se esperaba que la construcción se reinicie en marzo de 2020, para finalizar a fines de 2022.
La pandemia de COVID-19 supuso una nueva demora. La construcción continuó en noviembre de 2020, reanudándose también el conflicto.